# Хихани
Хихани (груз. ხიხანი) — село в Грузии, на территории Марнеульского муниципалитета края (мхаре) Квемо-Картли.

## География
Село находится в юго-восточной части Грузии, к югу от реки Храми, на расстоянии приблизительно 9 километров (по прямой) к юго-западу от города Марнеули, административного центра муниципалитета. Абсолютная высота — 480 метров над уровнем моря.

## Население
По результатам официальной переписи населения 2014 года в Хихани проживало 504 человека (258 мужчин и 246 женщин). В национальной структуре населения грузины составляли 100 %.
| Год  | Население, человек |
| ---- | ------------------ |
| 2002 | 304                |
| 2014 | ↗ 504              |